# Cum să îți dresezi dragonul 3
Cum să îți dresezi dragonul 3 (engleză How to Train Your Dragon 3) este un film de animație 3D pe computer din anul 2019, produs de DreamWorks Animation și distribuit de Universal Pictures, bazat pe cartea cu același nume Cum să îți dresezi dragonul de Cressida Cowell. Este continuarea celebrei pelicule din 2014, Cum să îți dresezi dragonul 2 și al treilea și ultimul film din trilogia Cum să îți dresezi dragonul. Regia și scenariul sunt semnate de Dean DeBlois, aducând laolaltă voci precum Jay Baruchel, Gerard Butler, Craig Ferguson, America Ferrera, Jonah Hill, Christopher Mintz-Plasse, T.J. Miller și Kristen Wiig.